# Michèle Fardeau
Michèle Fardeau, née Michelle Gautier le 10 octobre 1931 à Paris et décédée le 7 avril 2012 à Antony, est une économiste française. Elle a participé à l'introduction de l'économie de la santé en France et joué un rôle déterminant dans le développement de l’enseignement de l'économie à la Faculté Jean Monnet de l'Université Paris-Saclay.

## Biographie
Michèle Fardeau est née le 10 octobre 1931 à Paris de Louis Gautier-Chaumet (1895-1983),  journaliste et homme politique, et Marguerite Garon. 
Elle obtient une licence en droit, puis un diplôme d'études supérieures d'économie politique en 1954 et un diplôme d'études supérieures de sciences économiques en 1959. Elle soutient sa thèse de doctorat d’État ès sciences économiques sur La production des progrès scientifiques et techniques en 1966 et une thèse complémentaire sur Les actifs immatériels non financiers en 1968. La même année, elle est reçue au concours d'agrégation des facultés de droit option sciences économiques.
Elle commence sa carrière professionnelle en tant qu'assistante puis maître-assistante à la Faculté de Droit et de Sciences Économiques de Paris, puis elle travaille à l'université Clermont-Ferrand et l'université Panthéon-Sorbonne. À Paris 1, elle participe au développement de l'économie de la santé au sein des universités. En tant que jeune agrégée, elle est chargée des cours de licence en économie de la santé que Henri Guitton vient de créer en 1970.
Elle participe au séminaire Goetz-Girey, créé en 1966, aux côtés d'Édith Archambault, Xavier Greffe ou encore Jérôme Lallement. Il s'agit d'« un groupe universitaire de réflexion théorique et de recherche économique » qui préfigurera le Laboratoire d'économie sociale (Paris 1,  CNRS URA.941) que Michèle Fardeau dirigera entre 1978 à 1991.
En 1975, elle est nommée par le gouvernement membre du Comité consultatif de la recherche scientifique et technique.
De 1982 à 1985, elle dirige l'UFR d'analyse et politique économique, d'économétrie, de travail et de ressources humaine de Paris 1. Entre 1985 et 1986, elle est directrice scientifique du département des Sciences de l'Homme et de la Société du CNRS. Il s'agit de la première femme à occuper un poste de directrice scientifique au CNRS. Elle est faite chevalière de la légion d'honneur en 1986.
De 1992 à 2000, elle dirige le Centre de recherche en économie de la santé (Inserm U. 357/CNRS UMR 9932),. Elle est promue officière de la légion d'honneur en 2000 et est élue membre émérite de l'Académie des technologies en 2008.
Michèle Fardeau décède le 7 avril 2012 à Antony. Le conseil municipal de Sceaux, où elle réside depuis 1958, souligne dans sa nécrologie son rôle déterminant dans le développement de l’enseignement de l'économie à la Faculté Jean Monnet de l'Université Paris-Saclay.

### Vie privée
Elle est l'épouse de Michel Fardeau (1929-2024), médecin et chercheur, et la mère de Jean-Marie Fardeau (1960-), dirigeant d'ONG

## Distinctions
- Chevalière de la Légion d'honneur (1986)[11].

- Officière de la Légion d'honneur (2000)[14].

## Prix Michèle Fardeau
L’Association d’économie sociale (AÉS) attribue depuis 2016 un prix de jeune enseignant-chercheur dénommé « Prix Michèle Fardeau » en hommage à l’une des fondatrices de l'association et membre du conseil scientifique. Ce prix est porté par sa famille.